# Alexandros Tzorvas
Alexandros Tzorvas (in greco Αλέξανδρος Τζόρβας; Atene, 12 agosto 1982) è un ex calciatore greco, di ruolo portiere.

## Biografia
Nel 2011 si è sposato con Chrysavgi Atsidakou, avvocato penalista

## Carriera

### Club

#### Inizi
Inizia la sua carriera nelle giovanili del Panathinaikos di Atene. Qui non trova subito spazio, chiuso da Antōnīs Nikopolidīs e Konstantinos Chalkias.
Nel 2001 passa all'Agios Nikolaos, dove colleziona 10 presenze nel campionato di seconda serie nel primo anno - in cui la squadra retrocede - e 15 nel secondo in terza serie, interrotto a gennaio quando si trasferisce al Marko, dove chiude la stagione con 11 presenze nello stesso campionato.
Nel 2003 fa ritorno al Panathinaikos, dove in due stagioni non colleziona alcuna presenza.
Nel 2005 viene ceduto in prestito al Thrasyvoulos Fylis, con cui gioca 6 partite nella seconda serie del campionato fino a gennaio, quando ritorna al Panathinaikos concludendo la stagione anche stavolta senza presenze.
È nella stagione successiva (2006-2007) che debutta con la prima squadra del Panathinaikos, giocando solo la 30ª ed ultima giornata di campionato contro il Kerkyra: entrato in campo al 76' al posto di Pierre Ebedé, tre minuti dopo subisce la rete del momentaneo 2-1 per gli ospiti non parando il tiro dalla distanza di Manolis Skoufalis; la partita si concluderà 2-2.

#### OFI Creta e affermazione nel Panathinaikos
Nella stagione 2007-2008 passa all'OFI Creta, dove riesce a trovare il posto da titolare a partire dalla 7ª giornata, la partita persa in trasferta per 1-0 contro l'Atromītos disputata il 4 novembre. Da questo momento gioca tutte le restanti partite concludendo quindi il campionato con 24 presenze e 33 gol subiti, restando inviolato in sei occasioni; la squadra si piazza al 12º posto.
Nel 2008 fa ritorno al Panathinaikos, dove gioca come riserva. Gioca 4 partite in campionato (chiuso al quinto posto e vincitore dei play-off) subendo 5 reti, colleziona 2 presenze restando imbattuto nella Coppa di Grecia ed esordisce nelle coppe europee giocando la partita di Champions League contro il Werder Brema, valida per la terza giornata della fase a gironi, disputata il 22 ottobre 2008 e terminata 2-2. Lo score della stagione è quindi di 7 presenze totali e altrettante reti subite.
Nella stagione 2009-2010 diventa titolare prendendo il posto di Mario Galinović. Gioca 26 partite in campionato (chiuso con la vittoria finale) con 17 reti al passivo, 3 partite subendo un gol in Coppa di Grecia (anch'essa vinta) e 8 partite con 6 gol subiti in Europa League, per un totale di 37 presenze e 24 reti subite.
Nella stagione 2010-2011 è ancora titolare giocando 29 partite di campionato (salta solo la 28ª giornata) chiuso al secondo posto più 5 partite dei play-off (vinto), subendo 25 reti nella stagione regolare e 5 nei play-off; a queste presenze si aggiungono le 6 apparizioni in Champions League con 13 reti subite (di cui 8 dagli spagnoli del Barcellona, poi trionfatori in finale, nei due confronti della fase a gironi). Il totale delle presenze è 40, mentre quello dei gol al passivo è 43.
Nella stagione 2011-2012 gioca il doppio confronto perso per 5-4 in totale contro i danesi dell'Odense al terzo turno preliminare di Champions League e l'andata dei play-off di Europa League persa per 3-0 contro gli israeliani del Maccabi Tel Aviv, chiudendo la sua esperienza al Panathinaikos a fine agosto. In totale, con la squadra greca, ha disputato 88 partite subendo 83 gol.

#### Palermo
Il 26 agosto 2011 passa alla società italiana del Palermo a titolo definitivo, con cui firma un contratto di due anni con opzione per un ulteriore biennio; il suo cartellino è stato pagato 700.000 euro. È il primo calciatore greco della storia della società rosanero.
Esordisce in maglia rosanero - e contestualmente nel campionato italiano - in Palermo-Inter (4-3) della seconda giornata (la prima è stata rinviata) disputata l'11 settembre, giocando titolare. Il tecnico Devis Mangia, a partire dalla 13ª giornata, lo esclude dai titolari per problemi di comunicazione con i compagni, e ci saranno Francesco Benussi prima ed Emiliano Viviano (acquistato a gennaio) poi tra i pali per il resto della stagione. L'ultima partita di campionato disputata è, pertanto, Juventus-Palermo (3-0), ritornando fra i pali il 13 dicembre nella partita degli ottavi di finale di Coppa Italia persa in casa contro il Siena ai calci di rigore (esce al 41' per infortunio, sostituito da Giacomo Brichetto, quando la partita era sul 2-1 per gli avversari). Chiude quindi la stagione con 11 presenze e 15 gol subiti in campionato, accusando un altro infortunio nel finale di stagione.

#### Genoa
Non convocato dal Palermo per il ritiro estivo, il 20 agosto 2012 passa al Genoa nell'operazione che ha portato Steve von Bergen al Palermo.
Esordisce in maglia rossoblu nella partita della 29ª giornata di campionato Fiorentina-Genoa (3-2) disputata il 17 marzo 2013, data l'indisponibilità per infortunio del titolare Sébastien Frey.

#### Apollon Smyrnis e North East United
Il 9 luglio 2013 passa a titolo definitivo all'Apollon Smyrnis, neopromossa nella massima serie del campionato greco.
Il 3 settembre 2014 si trasferisce alla società indiana del North East United.

### Nazionale
Nel 2003 gioca la sua prima ed unica partita con la nazionale Under-21, nell'amichevole vinta per 2-0 sull'Austria e giocata a Graz.
Il 21 marzo 2008, periodo in cui giocava nell'OFI Creta, il venticinquenne viene convocato in nazionale maggiore dal commissario tecnico Otto Rehhagel per l'amichevole contro il Portogallo. In questa partita non gioca, posticipando il debutto nella partita del 19 settembre, in amichevole contro l'Italia (1-1).
Contribuisce anche alla qualificazione per il Mondiale 2010, che poi disputa da titolare. Il 17 novembre 2010, in occasione della partita contro l'Austria, para un rigore permettendo alla sua squadra di vincere per 2-1 fuori casa.
Il 28 maggio 2012 viene convocato per l'Europeo 2012. Da terzo portiere, non prende parte alle quattro partite che hanno visto la sua squadra coinvolta.

## Statistiche

### Presenze e reti nei club
Statistiche aggiornate al 13 ottobre 2014.
| Stagione              | Squadra               | Campionato            | Campionato | Campionato | Coppe nazionali | Coppe nazionali | Coppe nazionali | Coppe continentali | Coppe continentali | Coppe continentali | Altre coppe | Altre coppe | Altre coppe | Totale | Totale |
| Stagione              | Squadra               | Comp                  | Pres       | Reti       | Comp            | Pres            | Reti            | Comp               | Pres               | Reti               | Comp        | Pres        | Reti        | Pres   | Reti   |
| --------------------- | --------------------- | --------------------- | ---------- | ---------- | --------------- | --------------- | --------------- | ------------------ | ------------------ | ------------------ | ----------- | ----------- | ----------- | ------ | ------ |
| 2001-2002             | Agios Nikolaos        | BE                    | 10         | -?         | -               |                 | -               | -                  | -                  | -                  | -           | -           | -           | 10     | -?     |
| 2002-gen. 2003        | Agios Nikolaos        | GE                    | 15         | -?         | -               |                 | -               | -                  | -                  | -                  | -           | -           | -           | 15     | -?     |
| Totale Agios Nikolaos | Totale Agios Nikolaos | Totale Agios Nikolaos | 25         | -?         |                 |                 |                 |                    |                    |                    |             |             |             | 25     | -?     |
| gen.-giu. 2003        | Marko                 | GE                    | 11         | -?         | -               | -               | -               | -                  | -                  | -                  | -           | -           | -           | 11     | -?     |
| 2003-2004             | Panathinaikos         | AE                    | 0          | 0          | -               | -               | -               | -                  | -                  | -                  | -           | -           | -           | 0      | 0      |
| 2004-2005             | Panathinaikos         | AE                    | 0          | 0          | -               | -               | -               | -                  | -                  | -                  | -           | -           | -           | 0      | 0      |
| 2005-gen. 2006        | Thrasyvoulos          | BE                    | 6          | -?         | -               | -               | -               | -                  | -                  | -                  | -           | -           | -           | 6      | -?     |
| gen.-giu. 2006        | Panathinaikos         | AE                    | 0          | 0          | -               | -               | -               | -                  | -                  | -                  | -           | -           | -           | 0      | 0      |
| 2006-2007             | Panathinaikos         | SL                    | 1          | -1         | -               | -               | -               | -                  | -                  | -                  | -           | -           | -           | 1      | -1     |
| 2007-2008             | OFI Creta             | SL                    | 24         | -33        | -               | -               | -               | -                  | -                  | -                  | -           | -           | -           | 24     | -33    |
| 2008-2009             | Panathinaikos         | SL                    | 4          | -5         | CG              | 2               | 0               | UCL                | 1                  | -2                 | -           | -           | -           | 7      | -7     |
| 2009-2010             | Panathinaikos         | SL                    | 26         | -17        | CG              | 3               | -1              | UEL                | 8                  | -6                 | -           | -           | -           | 37     | -24    |
| 2010-2011             | Panathinaikos         | SL                    | 29+5       | -25 + -5   | CG              | 0               | 0               | UCL                | 6                  | -13                | -           | -           | -           | 40     | -43    |
| lug.-ago. 2011        | Panathinaikos         | SL                    | -          | -          | -               | -               | -               | UCL+UEL            | 2+1                | -5 + -3            | -           | -           | -           | 3      | -8     |
| Totale Panathinaikos  | Totale Panathinaikos  | Totale Panathinaikos  | 60+5       | -48 + -5   |                 | 5               | -1              |                    | 18                 | -29                |             |             |             | 88     | -83    |
| ago. 2011-2012        | Palermo               | A                     | 11         | -15        | CI              | 1               | -2              | UEL                | -                  | -                  | -           | -           | -           | 12     | -17    |
| ago. 2012             | Palermo               | A                     | -          | -          | CI              | 0               | 0               | -                  | -                  | -                  | -           | -           | -           | 0      | 0      |
| Totale Palermo        | Totale Palermo        | Totale Palermo        | 11         | -15        |                 | 1               | -2              |                    |                    |                    |             |             |             | 12     | -17    |
| ago. 2012-2013        | Genoa                 | A                     | 1          | -3         | CI              | -               | -               | -                  | -                  | -                  | -           | -           | -           | 1      | -3     |
| 2013-2014             | Apollon Smyrnis       | SL                    | 27         | -44        | CG              | -               | -               | -                  | -                  | -                  | -           | -           | -           | 27     | -44    |
| ott.-dic. 2014        | NorthEast United      | ISL                   | 2          | -2         | -               | -               | -               | -                  | -                  | -                  | -           | -           | -           | 2      | -2     |
| Totale carriera       | Totale carriera       | Totale carriera       | 167+5      | -145+ + -5 |                 | 6               | -3              |                    | 18                 | -29                |             |             |             | 196    | -182+  |

### Cronologia presenze e reti in nazionale
| Cronologia completa delle presenze e delle reti in nazionale ― Grecia | Cronologia completa delle presenze e delle reti in nazionale ― Grecia | Cronologia completa delle presenze e delle reti in nazionale ― Grecia | Cronologia completa delle presenze e delle reti in nazionale ― Grecia | Cronologia completa delle presenze e delle reti in nazionale ― Grecia | Cronologia completa delle presenze e delle reti in nazionale ― Grecia | Cronologia completa delle presenze e delle reti in nazionale ― Grecia | Cronologia completa delle presenze e delle reti in nazionale ― Grecia |
| Data                                                                  | Città                                                                 | In casa                                                               | Risultato                                                             | Ospiti                                                                | Competizione                                                          | Reti                                                                  | Note                                                                  |
| --------------------------------------------------------------------- | --------------------------------------------------------------------- | --------------------------------------------------------------------- | --------------------------------------------------------------------- | --------------------------------------------------------------------- | --------------------------------------------------------------------- | --------------------------------------------------------------------- | --------------------------------------------------------------------- |
| 19-11-2008                                                            | Il Pireo                                                              | Grecia                                                                | 1 – 1                                                                 | Italia                                                                | Amichevole                                                            | -1                                                                    |                                                                       |
| 11-2-2009                                                             | Il Pireo                                                              | Grecia                                                                | 1 – 1                                                                 | Danimarca                                                             | Amichevole                                                            | -1                                                                    |                                                                       |
| 10-10-2009                                                            | Atene                                                                 | Grecia                                                                | 5 – 2                                                                 | Lettonia                                                              | Qual. Mondiali 2010                                                   | -2                                                                    |                                                                       |
| 14-11-2009                                                            | Atene                                                                 | Grecia                                                                | 0 – 0                                                                 | Ucraina                                                               | Qual. Mondiali 2010                                                   | -                                                                     |                                                                       |
| 18-11-2009                                                            | Donec'k                                                               | Ucraina                                                               | 0 – 1                                                                 | Grecia                                                                | Qual. Mondiali 2010                                                   | -                                                                     |                                                                       |
| 3-3-2010                                                              | Volo                                                                  | Grecia                                                                | 0 – 2                                                                 | Senegal                                                               | Amichevole                                                            | -                                                                     |                                                                       |
| 25-5-2010                                                             | Altach                                                                | Grecia                                                                | 2 – 2                                                                 | Corea del Nord                                                        | Amichevole                                                            | -1                                                                    |                                                                       |
| 2-6-2010                                                              | Winterthur                                                            | Grecia                                                                | 0 – 2                                                                 | Paraguay                                                              | Amichevole                                                            | -2                                                                    |                                                                       |
| 12-6-2010                                                             | Port Elizabeth                                                        | Corea del Sud                                                         | 2 – 0                                                                 | Grecia                                                                | Mondiali 2010 - 1º turno                                              | -2                                                                    |                                                                       |
| 17-6-2010                                                             | Bloemfontein                                                          | Grecia                                                                | 2 – 1                                                                 | Nigeria                                                               | Mondiali 2010 - 1º turno                                              | -1                                                                    |                                                                       |
| 22-6-2010                                                             | Polokwane                                                             | Grecia                                                                | 0 – 2                                                                 | Argentina                                                             | Mondiali 2010 - 1º turno                                              | -2                                                                    |                                                                       |
| 17-11-2010                                                            | Vienna                                                                | Austria                                                               | 1 – 2                                                                 | Grecia                                                                | Amichevole                                                            | -1                                                                    |                                                                       |
| 26-3-2011                                                             | Ta' Qali                                                              | Malta                                                                 | 0 – 1                                                                 | Grecia                                                                | Qual. Euro 2012                                                       | -                                                                     |                                                                       |
| 7-10-2011                                                             | Atene                                                                 | Grecia                                                                | 2 – 0                                                                 | Croazia                                                               | Qual. Euro 2012                                                       | -                                                                     |                                                                       |
| 11-10-2011                                                            | Tbilisi                                                               | Georgia                                                               | 1 – 2                                                                 | Grecia                                                                | Qual. Euro 2012                                                       | -1                                                                    |                                                                       |
| 11-11-2011                                                            | Il Pireo                                                              | Grecia                                                                | 1 – 1                                                                 | Russia                                                                | Amichevole                                                            | -1                                                                    |                                                                       |
| Totale                                                                |                                                                       | Presenze                                                              | 16                                                                    |                                                                       | Reti                                                                  | -15                                                                   |                                                                       |

## Palmarès

### Club

#### Competizioni nazionali
- Campionato greco: 1

Panathinaikos: 2009-2010
- Coppa di Grecia: 1

Panathinaikos: 2009-2010